# Папа Гргур XVI
Папа Гргур XVI (лат. Gregorius Sextus Decimus; 18. септембар 1765 —  1. јун 1846) је био 254. папа од 2. фебруара 1831. до 1. јуна 1846.